# Улица Чаренца
Улица Чаренца (арм. Չարենցի փողոց) — улица в Ереване (Республика Армения). Находится в центральной части города (район Кентрон). Как продолжение улицы Корюна от улицы Налбандяна идёт на юг и за улицей Вардананц переходит в улицу Нар-Доса.
На улице расположен ряд важных административных, научных, культурных учреждений: корпуса Ереванского государственного университета, Министерство окружающей среды Республики Армения, посольство Федеративной Республики Германии в Республике Армения, офис почётного генерального консула Республики Филиппины в Республике Армения, Институт археологии и этнографии, Республиканский стадион имени Вазгена Саркисяна.

## История
Историческое название улица Айгестан.
Современное название в честь великого армянского поэта Егише Чаренца (1897—1937).
На улице проходили протестные мероприятия во время Бархатной революции в Армении в 2018 году.
Объекты недвижимости на улице фигурировали в коррупционном скандале

## Известные жители

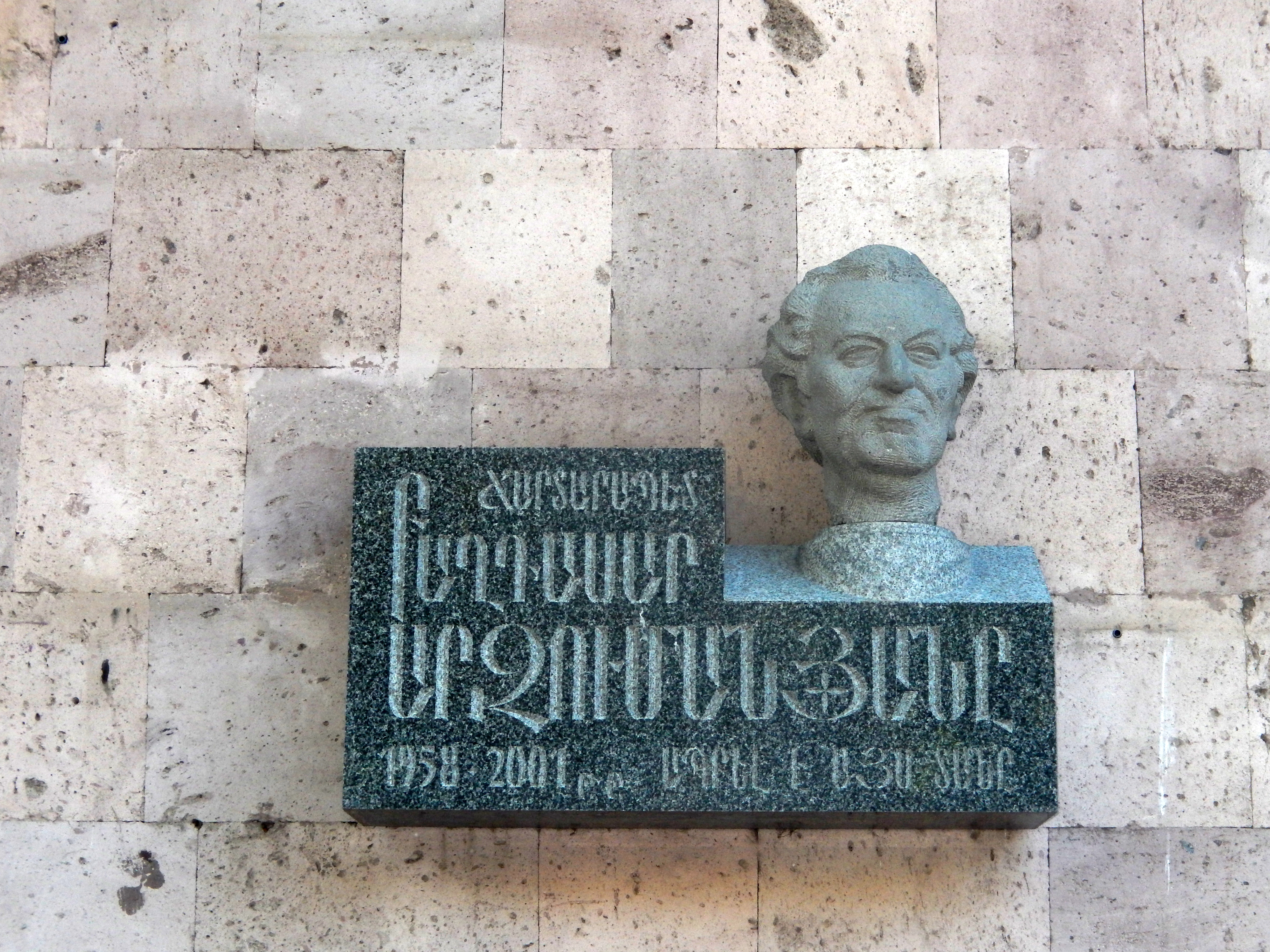
Мемориальная доска Багдасару Арзуманяну

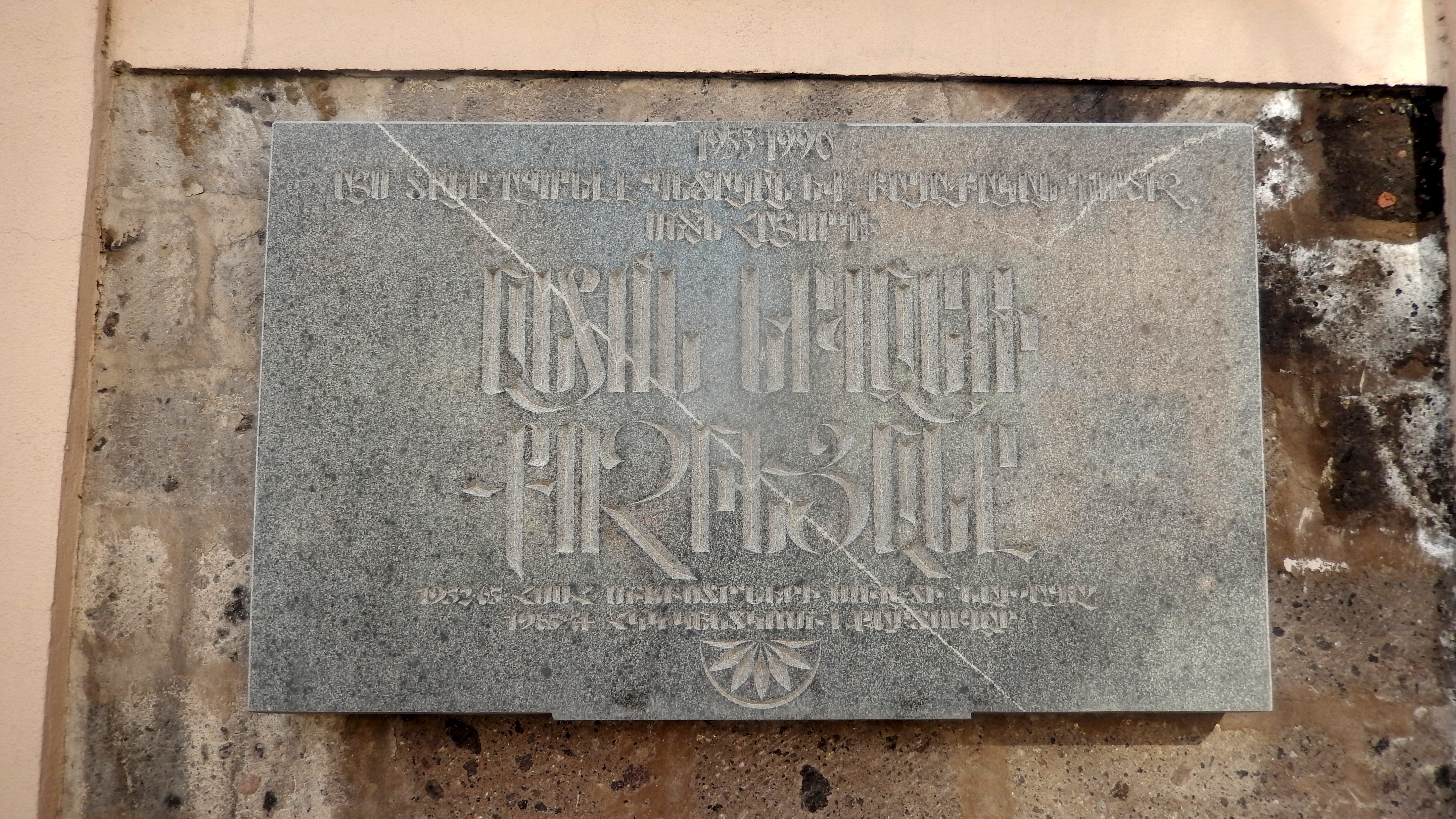
Мемориальная доска А. Кочиняну в Ереване, ул. Чаренца, 29

д. 5/1 — Багдасар Арзуманян
д. 29 — Антон Кочинян
Перч Бошнагян
Арташез Калантарян
Хорен Хачатрян
Геворк Джаукян